# Mitterreith (Gemeinde Zwettl)
Mitterreith ist eine Ortschaft in Niederösterreich und eine Katastralgemeinde der Stadtgemeinde Zwettl-Niederösterreich. Am 1. Jänner 2024 hatte die Ortschaft 116 Einwohner auf einer Fläche von 368,96 ha.

## Lage
Mitterreith liegt in einer Entfernung von etwa 7,7 Kilometern Luftlinie östlich des Stadtzentrums von Zwettl. Der Ort ist durch Postbusse mit dem österreichischen Überlandbusnetz verbunden.
Das Gemeindegebiet wird im Norden und Osten durch den Stausee Ottenstein begrenzt. Nördlich davon befindet sich die zur Gemeinde Pölla gehörende, unbewohnte Katastralgemeinde Niederplöttbach. Im Osten grenzt die seit 1970 ebenfalls unbewohnte KG Flachau an. Im Süden grenzt Mitterreith an Friedersbach, im Südwesten an Rudmanns, im Westen an Edelhof und nordwestlich an Zwettl Stift.

## Geschichte
Mitterreith wurde 1333 als  Mitternrewt zum ersten Mal urkundlich erwähnt. Der Name bedeutet „in der Mitte gelegene Rodung“.
Die Mitterreither Ortskapelle beherbergt mehrere Stücke aus dem Inventar der ehemaligen Thomaskirche, einer 1450 erbauten und 1785 von Joseph II. aufgehobenen Wallfahrtskirche, die sich zwischen Stift Zwettl und Kühbach auf dem Gebiet des heutigen Truppenübungsplatzes Allentsteig befand. Es handelt sich dabei um eine Statue der Maria mit dem Kinde aus dem ersten Viertel des 15. Jahrhunderts, ein barockes Kruzifix (um 1700) und eine Statue des Heiligen Leonhard (Anfang 16. Jahrhundert).
Laut Adressbuch von Österreich waren im Jahr 1938 in Mitterreith einige Landwirte ansässig.